# Ronnie Coleman

Monroe, Luisiana; 13 de mayo de 1964), más conocido como Ronnie Coleman o "The King", es un exfisicoculturista profesional y exagente de policía estadounidense. Ganó ocho veces consecutivas el título de Mister Olympia. Muchos atletas y periodistas lo consideran el mejor culturista de toda la historia. además de sus ocho títulos en Mr. Olympia, ostentaba el récord de más victorias como profesional de la IFBB con 26 títulos, hasta que Dexter Jackson lo batió. Otra de las cosas que lo hizo conocido son sus famosas frases como: "Yeah Buddy" y/o "Lightweight Baby", la última haciendo referencia a uno de sus lemas: "Si puedes levantarlo, entonces es liviano".

## Biografía
Ronnie Coleman nació en Monroe (Luisiana) el 13 de mayo de 1964.
Coleman se graduó en la Universidad Grambling State en 1984 en Contabilidad, obteniendo la calificación cum laude. Durante su estancia en la universidad jugó al fútbol americano como linebacker con los GSU Tigers, bajo la dirección del entrenador Eddie Robinson. Después de graduarse no encontró trabajo como contable por lo que comenzó a trabajar en Domino's Pizza, donde comía pizza de cortesía a diario, debido a que era tan pobre que no podía permitirse comer fuera del trabajo. Leyendo el periódico vio un anuncio donde decía que el departamento de policía de Arlington estaba buscando candidatos, por lo que se inscribió, consiguiendo finalmente un puesto como oficial. Sirvió como oficial de 1989 al 2000 y como oficial de reserva hasta el año 2003.

## Trayectoria
En el Mr. Olympia de 2006, buscando romper el récord de ocho títulos consecutivos que comparte con Lee Haney, quedó en segundo lugar, superado por Jay Cutler en una de las ediciones más polémicas de la historia del Mr. Olympia. En 2008 compite por última vez en un Mr. Olympia, obteniendo un cuarto puesto, aunque seguiría participando en otros eventos de culturismo.
Desde su retiro, a día de hoy, Coleman se dedica a dar exhibiciones y seminarios por todo el mundo. En 2010 empezó a comercializar su propia marca de suplementos, "Ronnie Coleman Signature Series".

## Entrenamiento
Coleman utilizaba una simbiosis de dos tipos diferentes de entrenamiento: fuerza y volumen, conocido como "bombeo". Los alternaba cada 3-6 semanas a lo largo del año, hasta la preparación del concurso Mr Olympia.
Durante el ciclo de fuerza, Coleman entrenaba a alta intensidad, realizando sólo 1-2 ejercicios por entrenamiento y haciendo 5-6 series de cada uno. Se concentraba en tres ejercicios: sentadilla, press de banca y peso muerto. Las cifras de fuerza de Ronnie Coleman eran: press de banca 260 kg, peso muerto 365 kg, sentadillas 380 kg. En press de piernas inclinado (prensa) utilizó pesos de más de una tonelada, realizando entre 10 y 12 repeticiones en cada ejercicio.
Los grandes grupos musculares respondían bien a este entrenamiento, pero había un problema con el desarrollo de los deltoides. Por aquel entonces, Coleman trabajaba con su primer entrenador, Brian Dobson, pero más tarde, aconsejado por Flex Wheeler, empezó a entrenar con Chad Nichols, alias DietDoc. 
Éste elaboró un programa específico de entrenamiento de hombros para Coleman, que incluía muchas diluciones de mancuernas realizadas en super-series, tri-series y drop-series. Los drop sets se utilizaban, tanto hacia delante como hacia atrás, de forma exponencial. En lugar de levantar pesas por detrás de la cabeza, utilizaba levantamientos Smith. Gracias a este programa de entrenamiento aumentó el volumen de sus deltoides y les dio una forma redondeada y relieve.
Como consecuencia, su cuerpo le pasó factura y desde 2007 se ha sometido a numerosas operaciones en la columna vertebral y las caderas. Coleman utiliza una silla de ruedas si tiene que recorrer largas distancias. Sin embargo, ha declarado en numerosas ocasiones que no se arrepiente de su elección y admite que estaba decidido a convertirse en un mejor culturista a toda costa; en cualquier caso, dice que lamenta no haber hecho más por mejorar su legado.
Medidas en su mejor momento
- Bíceps 60,96 cm
- Muslos 91,44 cm
- Pecho 152,4 cm

## Títulos conseguidos
- 1990 Mr. Texas (Heavyweight & Overall)
- 1991 World Amateur Championships (Heavyweight)
- 1991 Mr. Universe
- 1995 Canada Pro Cup
- 1996 Canada Pro Cup
- 1998 Mr. Olympia 1º
- 1999 Mr. Olympia 1º
- 2000 Mr. Olympia 1º
- 2000 World Pro Championships
- 2001 Arnold Schwarzenegger Classic
- 2001 Mr. Olympia 1º
- 2002 Mr. Olympia 1º
- 2003 Mr. Olympia 1º
- 2004 Mr. Olympia 1º
- 2005 Mr. Olympia 1º
- 2006 Mr. Olympia 2º
- 2007 Mr. Olympia 4º

## Vídeos de entrenamiento
Desde hace años, Ronnie Coleman hizo varios videos de entrenamiento entre los cuales están:
- Ronnie Coleman's First Training Video (primer vídeo del entrenamiento de Ronnie Coleman) ofrece el entrenamiento de Coleman después de la competición 1997 de Mr. Olympia.[11]
- The Unbelievable  muestra las actividades cotidianas de Ronnie Coleman antes del Mr. Olympia 2000. Se le ve haciendo 12 repeticiones con 140 kg de press militar y dos repeticiones con 360 kg de peso muerto.[12]
- The Cost of Redemption Muestra a Coleman haciendo 2 repeticiones de sentadilla con 363 kg, 8 repeticiones de prensa con 1021 kg, 5 repeticiones con 225 kg en press de banca y curl alterno con mancuernas de 34 kg. Este video transcurre en la preparación del Olympia de 2003.[13]
- On The Road Contiene 101 minutos de entrenamiento y 14 minutos de características especiales para un total de 115 minutos. Se filmó en Australia menos de una semana después del Olympia de 2005.[14]
- Relentless - Con un tiempo total de 5 horas y 52 minutos. Filmado en Arlington Texas, en su casa y en otras localizaciones.[15]
- Invincible - La primera parte de este DVD se filmó el 9 y 10 de julio de 2007 en la semana final de fuera de temporada de Ronnie (a 12 semanas del Olympia 2007). La segunda se rodó el 3 y 4 de septiembre de 2007.[16]